# Capocannoniere della Serie A Femminile
Di seguito l'elenco delle capocannoniere delle edizioni di Serie A di calcio femminile, a partire dalla stagione 1971:

## Vincitrici della classifica marcatrici
| Stagione | Nazionalità          | Giocatrice          | Squadra               | Reti |
| -------- | -------------------- | ------------------- | --------------------- | ---- |
| 1971     | Italia (bandiera)    | Elisabetta Vignotto | Real Juventus         | 51   |
| 1972     | Italia (bandiera)    | Elisabetta Vignotto | Gamma 3 Padova        | 56   |
| 1973     | Italia (bandiera)    | Elisabetta Vignotto | Gamma 3 Padova        | 25   |
| 1974     | Italia (bandiera)    | Elisabetta Vignotto | Gamma 3 Padova        | 24   |
| 1975     | Danimarca (bandiera) | Susanne Augustesen  | Gamma 3 Padova        | 29   |
| 1976     | Danimarca (bandiera) | Susanne Augustesen  | Valdobbiadene         | 28   |
| 1977     | Danimarca (bandiera) | Susanne Augustesen  | Diadora Valdobbiadene | 42   |
| 1978     | Scozia (bandiera)    | Rose Reilly         | Jolly Catania         | 32   |
| 1979     | Danimarca (bandiera) | Susanne Augustesen  | Conegliano            | 29   |
| 1980     | Italia (bandiera)    | Elisabetta Vignotto | Gorgonzola            | 29   |
| 1981     | Scozia (bandiera)    | Rose Reilly         | Alaska Lecce          | 32   |
| 1982     | Danimarca (bandiera) | Susanne Augustesen  | Cagliari              | 32   |
| 1983     | Danimarca (bandiera) | Susanne Augustesen  | Alaska Lecce          | 31   |
| 1984     | Danimarca (bandiera) | Susanne Augustesen  | Lazio CF              | 24   |
| 1985     | Italia (bandiera)    | Carolina Morace     | Trani 80              | 24   |
| 1985-86  | Danimarca (bandiera) | Lone Hansen         | Trani 80              | 27   |
| 1986-87  | Danimarca (bandiera) | Susanne Augustesen  | Trani 80              | 34   |
| 1987-88  | Italia (bandiera)    | Carolina Morace     | Lazio CF              | 40   |
| 1988-89  | Italia (bandiera)    | Carolina Morace     | Lazio CF              | 26   |
| 1989-90  | Italia (bandiera)    | Carolina Morace     | Reggiana              | 38   |
| 1990-91  | Italia (bandiera)    | Carolina Morace     | Reggiana              | 29   |
| 1991-92  | Italia (bandiera)    | Carolina Morace     | Milan 82 Salvarani    | 31   |
| 1992-93  | Italia (bandiera)    | Carolina Morace     | Milan 82 Salvarani    | 33   |
| 1993-94  | Italia (bandiera)    | Carolina Morace     | Torres                | 33   |
| 1994-95  | Italia (bandiera)    | Carolina Morace     | Agliana               | 31   |
| 1995-96  | Italia (bandiera)    | Carolina Morace     | Verona Gunther        | 39   |
| 1996-97  | Italia (bandiera)    | Carolina Morace     | Modena                | 31   |
| 1997-98  | Italia (bandiera)    | Carolina Morace     | Modena                | 41   |

| Stagione | Nazionalità       | Giocatrice                       | Squadra          | Reti |
| -------- | ----------------- | -------------------------------- | ---------------- | ---- |
| 1998-99  | Italia (bandiera) | Patrizia Panico                  | Lazio CF         | 51   |
| 1999-00  | Italia (bandiera) | Patrizia Panico                  | Lazio CF         | 41   |
| 2000-01  | Italia (bandiera) | Patrizia Panico                  | Lazio CF         | 41   |
| 2001-02  | Italia (bandiera) | Patrizia Panico                  | Lazio CF         | 47   |
| 2002-03  | Italia (bandiera) | Chiara Gazzoli                   | Foroni Verona    | 54   |
| 2003-04  | Italia (bandiera) | Chiara Gazzoli                   | Foroni Verona    | 34   |
| 2004-05  | Italia (bandiera) | Valentina Boni Patrizia Panico   | Bardolino Torino | 32   |
| 2005-06  | Italia (bandiera) | Patrizia Panico                  | Torino           | 24   |
| 2006-07  | Italia (bandiera) | Patrizia Panico                  | Bardolino        | 21   |
| 2007-08  | Italia (bandiera) | Patrizia Panico                  | Bardolino Verona | 27   |
| 2008-09  | Italia (bandiera) | Patrizia Panico                  | Bardolino Verona | 23   |
| 2009-10  | Italia (bandiera) | Paola Brumana                    | Tavagnacco       | 24   |
| 2010-11  | Italia (bandiera) | Patrizia Panico Daniela Sabatino | Torres Brescia   | 25   |
| 2011-12  | Italia (bandiera) | Patrizia Panico                  | Torres           | 29   |
| 2012-13  | Italia (bandiera) | Patrizia Panico                  | Torres           | 35   |
| 2013-14  | Italia (bandiera) | Patrizia Panico                  | Torres           | 43   |
| 2014-15  | Italia (bandiera) | Patrizia Panico                  | AGSM Verona      | 34   |
| 2015-16  | Italia (bandiera) | Valentina Giacinti               | Mozzanica        | 32   |
| 2016-17  | Scozia (bandiera) | Lana Clelland                    | Tavagnacco       | 23   |
| 2017-18  | Italia (bandiera) | Valentina Giacinti               | Brescia          | 21   |
| 2018-19  | Italia (bandiera) | Valentina Giacinti               | Milan            | 21   |
| 2019-20  | Italia (bandiera) | Cristiana Girelli                | Juventus         | 16   |
| 2020-21  | Italia (bandiera) | Cristiana Girelli                | Juventus         | 22   |
| 2021-22  | Italia (bandiera) | Daniela Sabatino                 | Fiorentina       | 15   |
| 2022-23  | Malawi (bandiera) | Tabitha Chawinga                 | Inter            | 23   |
| 2023-24  | Canada (bandiera) | Evelyne Viens                    | Roma             | 13   |
| 2024-25  | Italia (bandiera) | Cristiana Girelli                | Juventus         | 19   |

## Statistiche

### Vincitrici classifica marcatrici per squadra
- 7 volte: Lazio CF
- 5 volte: Torres
- 4 volte: Gamma 3 Padova
- 3 volte: Juventus, Trani 80
- 2 volte: Alaska Lecce, Bardolino, Bardolino Verona, Brescia, Foroni Verona, Milan 82 Salvarani, Modena, Reggiana, Tavagnacco, Torino , Trani 80
- 1 volta: Agliana, AGSM Verona, Cagliari, Conegliano, Diadora Valdobbiadene, Fiorentina, Gorgonzola, Inter Jolly Catania, Milan, Mozzanica, Real Juventus, Roma, Valdobbiadene, Verona Gunther

### Vincitrici classifica marcatori per nazionalità
- 42 volte:  Italia
- 9 volte:  Danimarca
- 3 volte:  Scozia
- 1 volta:  Canada,  Malawi

## Plurivincitrici
Di seguito le plurivincitrici dei campionati italiani femminili di Serie A.
In grassetto le calciatrici ancora in attività:
- 14 volte:  Patrizia Panico (4 volte: Lazio CF, Torres) (2 volte: Bardolino Verona, Torino) e (1 volta: AGSM Verona, Bardolino)
- 12 volte:  Carolina Morace (2 volte: Lazio CF, Reggiana, Milan 82 Salvarani, Modena) e (1 volta: Agliana, Torres, Trani 80, Verona Gunther)
- 8 volte:  Susanne Augustesen (1 volta: Alaska Lecce, Cagliari, Conegliano, Diadora Valdobbiadene, Gamma 3 Padova, Lazio CF, Trani 80, Valdobbiadene)
- 5 volte:  Elisabetta Vignotto (3 volte: Gamma 3 Padova) e (1 volta: Gorgonzola, Real Juventus)
- 3 volte:  Cristiana Girelli (3 volte: Juventus) ,   Valentina Giacinti (1 volta: Brescia, Milan, Mozzanica)
- 2 volte:  Chiara Gazzoli (2 volte: Foroni Verona) /  Daniela Sabatino (1 volta: Brescia, Fiorentina) /  Rose Reilly (1 volta: Alaska Lecce, Jolly Catania)

## Curiosità
- La più giovane a vincere la classifica marcatori è stata Elisabetta Vignotto, che nel 1971 ha compiuto 17 anni. La più anziana è invece stata Patrizia Panico, che nel 2015 ha compiuto 40 anni.[2]
- Carolina Morace vanta il record di classifica marcatori vinta per più anni consecutivi (11 stagioni), poiché fu capocannoniera dalla stagione 1987-1988 fino alla stagione 1997-1998.
- Elisabetta Vignotto registra anche il primato di reti realizzate in una sola stagione di Serie A, con 56 marcature nell'anno 1972. Viceversa Evelyne Viens, nella stagione 2023-2024, è stata la capocannoniera meno prolifica di sempre, con appena 13 reti all'attivo.